# 黃臉金翅雀
黃臉金翅雀（学名：Spinus yarrellii）是分佈在巴西及委內瑞拉的雀。牠們棲息在亞熱帶或熱帶的潮濕山區、乾旱叢林、耕地及市區。

## 保育狀況
其被列為《瀕危野生動植物種國際貿易公約》附錄二的物種，被限制出口及貿易。